# Полосатогрудый древолаз
Полосатогрудый древолаз (лат. Mannophryne trinitatis) — вид бесхвостых земноводных из семейства Aromobatidae.

## Ареал
Этот вид встречается в северной и центральной части острова Тринидад в Тринидаде и Тобаго от горных районов до уровня моря. Взрослые особи встречаются вдоль густо затенённых чистых ручьёв в ненарушенных горных и влажных лесах. Яйца откладывает в листья и мусор на скалах вблизи рек, и взрослые переносят головастиков на своей спине в воду, выбирая место, лишённое хищников. Населяет также карстовые пещеры в центральной части Тринидада. Головастики вне пещер были также обнаружены во вре́менных водоёмах вдали от постоянных водных потоков. Полосатогрудые древолазы в пещерах зависят от насекомых, которые в свою очередь зависят от гуано летучих мышей.